# Zuleide Faria de Melo
Zuleide Faria de Melo (Limoeiro de Anadia, 06 de janeiro de 1932 - Rio de Janeiro,  29 de maio de 2025) foi uma importante dirigente comunista brasileira, professora do Instituto de Filosofia e Ciências Sociais da UFRJ e ex-presidente nacional do Partido Comunista Brasileiro.

## Biografia

### Vida pessoal
Zuleide nasceu em uma família religiosa e conservadora de minifundiários da cidade de Limoeiro, região central do estado de Alagoas. Mudou-se com sua família para o Rio de Janeiro quando tinha 11 anos de idade, onde estudou no tradicional colégio do estado Dois de Dezembro. Zuleide casou-se aos vinte anos e foi levada a interromper seus estudos por imposição do marido com quem teve duas filhas. Com sete anos de casada conseguiu o divórcio e deu sequência aos estudos, formando-se em Ciências Sociais pela antiga Universidade do Brasil (atual UFRJ). Em 1964 passou a trabalhar na Secretaria de Saúde do Estado do Rio de Janeiro.

### Vida política
Logo após o Golpe de Estado no Brasil em 1964, Zuleide começa sua militância no Partido Comunista Brasileiro impulsionada pela prisão de seu primo Jurandir Boia Rocha após este ter sido eleito para a diretoria da União Nacional dos Estudantes. No ano seguinte, trabalhou como tradutora na editora Civilização Brasileira e oficializou sua entrada nas fileiras do PCB no dia 25 de março, aniversário do partido. Em 1968, foi à União Soviética participar de um encontro da Federação Mundial da Juventude Democrática onde permaneceu por dois meses.
Na década de 70 integrou a assessoria do Comitê Central do PCB, sendo responsável pela tarefa de datilografar e imprimir textos e jornais do partido, como o "Voz Operária". A ditadura militar brasileira seguia desarticulando e reprimindo diversas organizações de resistência, principalmente o PCB. As estruturas partidárias foram desmanteladas, os militantes perderam seus contatos e suas gráficas foram completamente destruídas. É nesse contexto que Zuleide desempenhou um papel fundamental na preservação do acervo de Astrojildo Pereira, um dos fundadores do partido. O arquivo de Astrojildo, após seu falecimento, foi levado para a gráfica do partido em São Paulo. No entanto, os orgãos da repressão frequentemente abordavam moradores próximos em busca de informações sobre a gráfica e o acervo precisou ser novamente transportado. Foi então que iniciou-se a transferência do arquivo para a casa de Zuleide, que durante uma semana viajou entre o Rio e São Paulo transportando os documentos. Posteriormente, o arquivo foi enviado para a Itália. Em 1976, Zuleide buscou exílio na França onde ficou por volta de um ano. Em 1978, integrou o Centro Brasil Democrático (CEBRADE), entidade criada por Oscar Niemeyer de luta contra a ditadura. Entrou como professora da UFRJ em 1979 com a abertura de uma vaga no Instituto de Filosofia e Ciências Sociais.
Zuleide dedicou-se à causa internacionalista ocupando cargos no Instituto Cultural Brasil- União Soviética no Conselho Brasileiro de Defesa da Paz (CONDEPAZ) e na Associação Cultural José Marti de solidariedade a Cuba, onde foi presidente. Entrou como membro do Comitê Central do PCB em 1987 no VIII Congresso. Fez parte do Movimento Nacional em Defesa do PCB em 1992, cedendo sua casa para reunir o comando central da resistência à tentativa de liquidação do partido. No processo da Reconstrução Revolucionária, dividiu os trabalhos de direção nacional com Ivan Pinheiro, sucedendo Horácio Macedo na Secretaria Geral até o ano de 2008. Faleceu aos 92 anos no dia 29 de maio de 2025 em Rio de Janeiro.

### Livros
- Cuba: Contra o Terrorismo e Contra a Guerra - 2001 [11]
- Atualidade do marxismo - 2001 [12]
- Cuba: Trincheira da Resistência - 2005 [13]

Sobre a Zuleide Faria de Melo:
- O Mel mais doce do mundo - 2021 [14]